# زیردریایی یو-۳۴۹
زیردریایی یو-۳۴۹ (به انگلیسی: German submarine U-349) یک زیردریایی بود که طول آن ۶۷٫۱ متر (۲۲۰ فوت ۲ اینچ) بود. این زیردریایی در سال ۱۹۴۳ ساخته شد.